# Blutrat

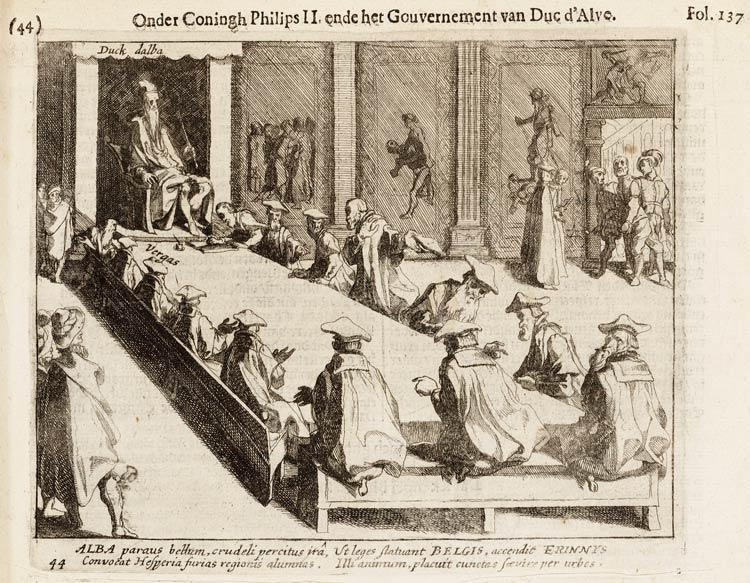
Der spanische Herzog von Alba als Vorsitzender des Blutrates

Als Blutrat wird in der Regel der sogenannte Rat der Unruhen (Raad van beroerten, Conseil des troubles) bezeichnet, der von 1567 bis 1573 in den Niederlanden unter dem spanischen Herzog von Alba zahlreiche Menschen hinrichten ließ. Angaben zur Anzahl der Opfer reichen von 1073 bis zu „mehrere Tausend“.
Der spanische König Philipp II. (1527–1598) entsandte 1567 den Herzog von Alba, Fernando Álvarez de Toledo, als Statthalter mit spanischen Truppen zu einer Strafexpedition in die Niederlande, um den unbotmäßigen Adel zu entmachten und seine eigenen politischen und religiösen Vorstellungen zu verwirklichen. Albas Aufgaben waren klar umrissen: 1. Bestrafung der Aufständischen, 2. Stärkung der königlichen Macht, 3. Reform des Steuersystems zugunsten des Landesherrn.
Der Herzog von Alba setzte bereits eine Woche nach seinem Eintreffen den Rat der Unruhen ein, der jede Person laden und verurteilen konnte, unabhängig von Rang, Stand und Privilegien. Dem Rat standen außer dem Herzog von Alba selbst der Spanier Juan de Vargas vor. Als Beisitzer waren der Graf von Arenberg, Philipp von Noircarmes und Charles de Berlaymont eingesetzt, ohne am Rat der Unruhen jedoch jemals teilzunehmen.
Außer diesen waren es Hadrian Nicolai, Kanzler von Geldern; Jacob Meertens und Peter Asset, Präsidenten von Artois und Flandern; Jacob Hesselts und Johann de la Porte, Räte von Gent; Ludwig del Rio, katholischer Doktor der Theologie und geborener Spanier; Johann du Bois, Oberanwalt des Königs, und Jacques de la Torre, Schreiber des Gerichts.
Dieser „Rat der Unruhen“, vom Volk wegen der vielen Hinrichtungen schon bald Blutrat genannt, ersetzte de facto die vorherige Gerichtsbarkeit; die Beratungen hatten nur formellen Charakter. Wegen der religiösen Einseitigkeit verließen die Adeligen den Rat bald wieder, so dass er unter dem Herzog von Alba ohne weitere Beratungen fortgesetzt wurde. Von dem Rat der Zwölf fand keine Revision der Prozesse und keine Berufung statt. Seine Urteile waren unwiderruflich und durch keine andere Autorität gebunden.
Die bekanntesten Opfer des Blutrats, später von Goethe literarisch verewigt, waren die Grafen Egmont und Philippe van Hoorn, die am 5. Juni 1568 in Brüssel hingerichtet wurden. Weitere zu Tode gekommene holländische Edelleute waren die Gebrüder Dirk und Gijsbert van Bronkhorst, Jan van Casembroot, Anthony van Straelen und Floris van Montmorency. Einige andere wie der spätere Wassergeusenführer Lenaert Jansz de Graeff konnte sich durch eine Flucht nach Brügge in Sicherheit bringen. Die brutale Unterdrückung durch die spanische Schreckensherrschaft unter Herzog Alba löste eine Flüchtlingswelle bislang ungekannten Ausmaßes, in der Folge den Achtzigjährigen Krieg und den Abfall der Niederlande von Spanien aus. Erst 1573 wurde Alba von dem neuen spanischen Statthalter Luis de Zúñiga y Requesens abgelöst, der den Blutrat umgehend aufhob.